# Andréa Fileccia
Andréa Fileccia (Mons, 6 dicembre 1991) è un ex calciatore belga, di origini italiane, di ruolo attaccante.

## Carriera

### Club
Cresciuto nel settore giovanile di Mons e Feyenoord, nel 2010 viene acquistato dall'Excelsior. Con quest'ultima squadra, esordisce in Eredivisie il 7 agosto dello stesso anno, in un incontro perso per 3-0 contro il De Graafschap. Durante la sua militanza nella società di Rotterdam, totalizza 9 presenze tra campionato e coppa. Nel 2012 ritorna in patria tra le file del La Louvière Centre, con cui gioca per due stagioni nella terza divisione belga. Dal 2014 al 2019 gioca nella massima divisione sudafricana con Free State Stars e Maritzburg United. Successivamente ha vestito le maglie dei dilettanti di Francs Borains e Perwez.

### Nazionale
Nel 2011 ha giocato una partita con la nazionale belga Under-21.

## Statistiche

### Presenze e reti nei club
Statistiche aggiornate al 16 agosto 2022.
| Stagione                  | Squadra                   | Campionato                | Campionato | Campionato | Coppe nazionali | Coppe nazionali | Coppe nazionali | Coppe continentali | Coppe continentali | Coppe continentali | Altre coppe | Altre coppe | Altre coppe | Totale | Totale |
| Stagione                  | Squadra                   | Comp                      | Pres       | Reti       | Comp            | Pres            | Reti            | Comp               | Pres               | Reti               | Comp        | Pres        | Reti        | Pres   | Reti   |
| ------------------------- | ------------------------- | ------------------------- | ---------- | ---------- | --------------- | --------------- | --------------- | ------------------ | ------------------ | ------------------ | ----------- | ----------- | ----------- | ------ | ------ |
| 2010-2011                 | Excelsior                 | ED                        | 6          | 0          | CO              | 1               | 0               |                    | -                  | -                  |             | -           | -           | 7      | 0      |
| 2011-2012                 | Excelsior                 | ED                        | 2          | 0          | CO              | 0               | 0               |                    | -                  | -                  |             | -           | -           | 2      | 0      |
| Totale Excelsior          | Totale Excelsior          | Totale Excelsior          | 8          | 0          |                 | 1               | 0               |                    | -                  | -                  |             | -           | -           | 9      | 0      |
| 2012-2013                 | La Louvière Centre        | D3                        | 14         | 4          | CB              | 0               | 0               |                    | -                  | -                  |             | -           | -           | 14     | 4      |
| 2013-2014                 | La Louvière Centre        | D3                        | 30         | 6          | CB              | 0               | 0               |                    | -                  | -                  |             | -           | -           | 30     | 6      |
| Totale La Louvière Centre | Totale La Louvière Centre | Totale La Louvière Centre | 44         | 10         |                 | 0               | 0               |                    | -                  | -                  |             | -           | -           | 44     | 10     |
| 2014-2015                 | Free State Stars          | PD                        | 4          | 0          |                 | -               | -               |                    | -                  | -                  |             | -           | -           | 4      | 0      |
| 2015-2016                 | Free State Stars          | PD                        | 11         | 6          |                 | -               | -               |                    | -                  | -                  |             | -           | -           | 11     | 6      |
| Totale Free State Stars   | Totale Free State Stars   | Totale Free State Stars   | 15         | 6          |                 | -               | -               |                    | -                  | -                  |             | -           | -           | 15     | 6      |
| 2016-2017                 | Durban City               | PD                        | 11         | 1          |                 | -               | -               |                    | -                  | -                  |             | -           | -           | 11     | 1      |
| 2017-2018                 | Durban City               | PD                        | 20         | 6          |                 | -               | -               |                    | -                  | -                  |             | -           | -           | 20     | 6      |
| 2018-feb. 2019            | Durban City               | PD                        | 13         | 0          |                 | -               | -               |                    | -                  | -                  |             | -           | -           | 13     | 0      |
| Totale Maritzburg Utd     | Totale Maritzburg Utd     | Totale Maritzburg Utd     | 44         | 7          |                 | -               | -               |                    | -                  | -                  |             | -           | -           | 44     | 7      |
| Totale carriera           | Totale carriera           | Totale carriera           | 111        | 23         |                 | 1               | 0               |                    | -                  | -                  |             | -           | -           | 112    | 23     |